# Céline Galipeau
Pour les articles homonymes, voir Galipeau.
Céline Galipeau, née le 11 mars 1957 à Longueuil, est une journaliste et animatrice de télévision canadienne. Elle passe sa jeunesse à l'étranger, puis mène une grande partie de sa carrière comme correspondante à l'étranger pour Radio-Canada. Depuis 2009, elle est la cheffe d'antenne principale du réseau et présentatrice du Téléjournal à 21 h et 22 h en semaine.

## Biographie

### Jeunesse et études
Née à Longueuil en 1957, elle est la fille de Georges Galipeau, journaliste et diplomate canadien, et de Pham Thi Ngoc Lang, infirmière vietnamienne et réfugiée de la guerre d’Indochine (1946-1954). Avec ses deux sœurs cadettes, elle a passé presque toute son enfance au Togo, au Sénégal, au Liban, en Syrie, en Cisjordanie et en Jordanie, selon les affectations de son père.
Elle étudie les sciences politiques à l'université de Beir Zeit en Cisjordanie en 1976 et la littérature anglaise à l'université d'Amman en Jordanie en 1977. Elle revient à Montréal en 1978 et obtient en 1980 son baccalauréat en sciences politiques et en sociologie à McGill, entrepris à l'UQAM, puis termine en 1983 sa scolarité de maîtrise en sociologie et en sciences politiques,.

### Carrière médiatique
Sa carrière médiatique commence en 1983 dans la presse privée comme journaliste de nuit sur les ondes de CJMS. Elle anime des bulletins et écrit des articles, mais choisit ensuite de couvrir directement l'information sur le terrain. Durant cette période, elle suivra des cours en mode au Collège LaSalle.
Elle entre au service de la Société Radio-Canada en 1984. Dès 1985, elle devient lectrice suppléante du chef d'antenne Bernard Derome. De 1987 à 1989, elle anime le bulletin d'information du midi. Elle travaille ensuite comme correspondante nationale à Toronto jusqu'en 1992, alors qu'elle devient correspondante à l'étranger.

#### Correspondante à l'étranger
Elle sera tour à tour en poste à Londres, Paris, Moscou et Beijing. Elle fait des reportages sur la Guerre du Golfe, puis la guerre civile algérienne, la guerre de Tchétchénie et la guerre du Kosovo pendant les années 1990. Elle a réalisé de nombreux reportages sur la condition féminine, en particulier ceux portant sur la Quatrième Conférence Mondiale des Nations unies sur les femmes à Pékin en 1995 qui lui ont mérité le prix Amnesty International. Envoyée spéciale en Afghanistan, elle a dû porter le voile pour se renseigner sur la condition féminine dans le pays. Elle retourne au Canada en 2003,. Elle devient présentatrice de l'édition du week-end du Téléjournal 22 h. Elle poursuit toutefois son travail sur le terrain en faisant quelques reportages à l'étranger.

#### Cheffe d'antenne principale
Le 5 janvier 2009, elle succède à Bernard Derome en devenant présentatrice en semaine du Téléjournal 22 h. En tant que cheffe d'antenne principale, elle présente également les grands rendez-vous télévisuels comme les soirées électorales ou bien les célébrations de la Fête du Canada. Elle anime aussi quelques magazines télévisés thématiques sur une base annuelle :
- En direct du monde (2016, 2017, 2018), tour de l'actualité internationale avec les correspondants de Radio-Canada ;
- Minuit moins une pour la planète (2019), sur la crise climatique ;
- Ces femmes qu'on tue (2020), sur les féminicides ;
- Une (autre) vie (2021), sur l'impact humain de la pandémie de Covid-19.

Ponctuellement, elle se rend à l'étranger pour couvrir certains événements, par exemple lors des manifestations de 2019 à Hong Kong et durant la guerre en Ukraine en 2022.

## Honneurs
- 1995 : Prix Amnistie internationale
- 2004 : Prix Claire L'Heureux-Dubé
- 2004 : Nommée Femme de mérite dans la catégorie communications lors du Gala de la Fondation du YWCA de Montréal
- 2006 : Prix Raymond-Charette
- 2009 : Officière de l'Ordre national du Québec[8]
- 2012 : Doctorat honoris causa de l'Université d'Ottawa
- 2013 : Officière de l'Ordre du Canada
- 2016 : Doctorat ès lettres honoris causa de l'Université McGill[9]
- 2018 : Médaille d'honneur de l'Assemblée nationale du Québec[10]
- 2019 : Prix Gémeaux de la meilleure animation, catégorie Affaires publiques, pour Minuit moins une pour la planète
- 2021 : Prix Guy-Mauffette[11]